# رابین آر۳۰۰۰
رابین آر۳۰۰۰ (به انگلیسی: Robin_R3000) یک هواگرد ملخ‌پیشین تک‌موتوره از نوع هواپیمای سبک ساخت شرکت Avions Robin است. هواگرد رابین آر۳۰۰۰ نخستین پروازش را در ۸ دسامبر ۱۹۸۰ میلادی انجام داد.